# A Phantom Husband
Pour plus de détails, voir Fiche technique et Distribution.
A Phantom Husband est un film américain réalisé par Ferris Hartman, sorti en 1917.

## Synopsis
Le jour de la Saint Valentin, Jessie Wilcox, une jeune femme timide, ne reçoit pas de marques d'affection, mais plutôt des remarques sarcastiques. Lorsque, le lendemain, elle reçoit une lettre de la ville, elle fait croire qu'il s'agit de son fiancé. Elle s'arrange avec son cousin pour qu'il lui envoie chaque jour des "lettres d'amour", achète une bague et part à la ville pour se marier, dit-elle. En ville, elle se retrouve prisonnière, victime de la traite des blanches, jusqu'à ce qu'on décide qu'elle n'est pas le bon type de fille. Puis, après avoir lu dans un journal qu'un corps non identifié se trouvait à la morgue, elle le réclame comme étant son mari et envisage de le ramener dans son village comme preuve de son mariage. Le frère du défunt, Allan Avery, arrive pour organiser l'héritage avec la "veuve". Jessie lui avoue tout et ils tombent amoureux l'un de l'autre.

## Fiche technique
- Titre original : A Phantom Husband
- Réalisation : Ferris Hartman
- Scénario : George DuBois Proctor
- Photographie : Elgin Lesly
- Société de production : Triangle Film Corporation
- Société de distribution : Triangle Distributing Corporation
- Pays de production :  États-Unis
- Langue originale : anglais
- Format : noir et blanc — 35 mm — 1,37:1 — Film muet
- Genre : Comédie dramatique
- Durée : 5 bobines
- Date de sortie :
  - États-Unis : 7 octobre 1917
- Licence : domaine public

## Distribution
- Ruth Stonehouse : Jessie Wilcox
- J. P. Wild : Abel Wilcox
- Charles Gunn : Allan Avery
- Evelyn Driskell : Marie Manners
- Don Likes : Jimmy
- Mary McIvor : l'employée
- Estelle Lacheur : Mme Manners